# 苗栗縣城
苗栗縣城是清代臺灣苗栗縣的縣治所在，位於當時苗栗一堡（又稱「苗栗堡」）的「夢花庄」（今苗栗市中苗地區）。但嚴格來說，城池並未建成，因為只有用莿竹種成圍牆，而沒有建城門，所以連橫的《臺灣通史》書中寫著：「苗栗縣城，未建。」

## 沿革
苗栗縣在清光緒十五年（1889年）從新竹縣分出來後，將縣治設在苗栗堡夢花庄，於隔年在首任知縣林桂芬命令下，種了周長1200多丈的莿竹城垣，但因為經費問題，而沒有建城門。之後城池在進入日治時期後逐漸消失。